# Ivolândia
Ivolândia est une municipalité brésilienne de l'État de Goiás et la microrégion d'Iporá.

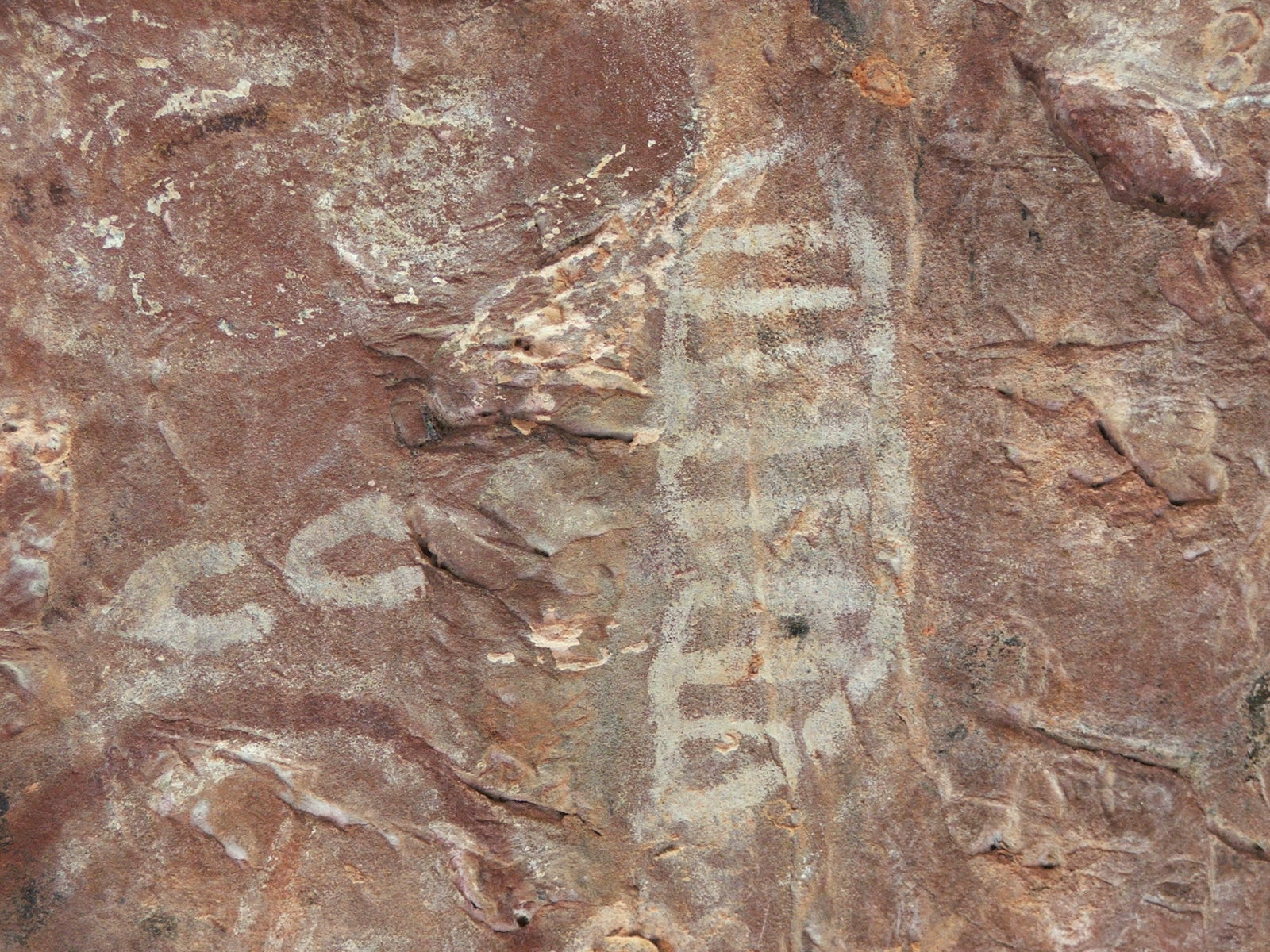
Peintures rupestres dans la ville d'Ivolândia - GO